# محمد شهيد إسلام
محمد شهيد إسلام (المعروف باسم كازي شهيد إسلام بابول؛ من مُواليد 18 مايو 1963) هو رجل أعمال بنغالي، وسياسي وعضو سابق في برلمان بنغلاديش ممثلاً عن دائرة لاكشميبور-2. تم انتخابه كمُرشح مُستقل.
يقضي محمد شهيد إسلام عقوبة بالسجن 7 سنوات في السجن بالكويت بسبب قضايا الاتجار بالبشر وغسيل الأموال والرشوة مُنذ 28 نوفمبر 2021.

## مسيرته السياسية
هزم محمد شهيد مُنافسه أبو الخير بهيان من حزب BNP كمرشح سياسي مستقل في انتخابات جاتيا سانجساد الحادية عشرة في عام 2018.

### قضية غسل الأموال والاتجار بالبشر
في 6 يونيو 2020، تم اعتقال محمد شهيد مُتهمًا بقضايا الاتجار بالبشر وغسل الأموال من منطقة مشرف في مدينة الكويت من قبل إدارة التحقيقات الجنائية الكويتية. في وقت سابق من يوم 27 فبراير، فتحت لجنة مكافحة الفساد في بنغلاديش تحقيقًا ضد محمد شهيد بخصوص جمع 1,400 مليون تاكا بنغلاديشي عن طريق الاتجار بالبشر إلى الكويت وسحب الأموال إلى دول أخرى. في 14 يوليو 2020، وفقًا لتقرير النيابة العامة الكويتية، اعترف شهيد إسلام أثناء التحقيق بأنهُ قدم رشاوي بقيمة 720 ألف دينار كويتي لعضوين في مجلس الأمة الكويتي لتسهيل توظيف العمال الأجانب والمعاملات المالية. يمتلك محمد شهيد شركة إنشاءات وهي شركة معرفي للمُقاولات العامة في الكويت.
في نوفمبر 2020، رفعت لجنة مكافحة الفساد في بنغلاديش دعوى قضائية ضد محمد شهيد بتهمة غسل الأموال - واتُهم بنقل 148.41 كرور تاكا بنغلاديشي إلى حسابات بنكية مختلفة لشقيقة زوجته جيسمين برودان. كما رفعت اللجنة ذاتها دعوى قضائية ضد زوجته سيلينا إسلام وابنتهما وفاء وجيسمين في هذه القضية.
في 28 يناير 2021، حكمت عليه محكمة الجنايات الكويتية بالسجن أربع سنوات وغرامة 1.9 مليون دينار كويتي (حوالي 6.2 مليون دولار أمريكي) في قضايا الاتجار بالبشر وغسيل الأموال. في 11 فبراير 2021، فقد عضويته في برلمان بنغلاديش وفقًا لمادتي 66 و67 من دستور بنغلاديش. في 26 أبريل 2021، مددت محكمة الاستئناف الكويتية عقوبة السجن إلى سبع سنوات. في 28 نوفمبر 2021، أصدرت محكمة التمييز الكويتية حكمًا نهائيًا يقضي بحبس محمد شهيد إسلام 7 سنوات مع الشغل والنفاذ، مع غرامة قدرها مليونين و710,000 ألف دينار، وترحيله خارج الكويت بعد تنفيذ العقوبة.

## حياته الشخصية
محمد شهيد مُتزوج من سيلينا إسلام وهي أيضًا عضو في برلمان بنغلاديش الحالي الذي تُمثل مقعد المرأة المحجوز رقم 49.